# 美樹本晴彦
美樹本 晴彦（みきもと はるひこ、男性、本名：佐藤 晴彦〈さとう はるひこ〉、1959年〈昭和34年〉8月28日 - ）は、日本のイラストレーター・キャラクターデザイナー・漫画家・アニメーター。東京都杉並区出身。慶応大学工学部中退。血液型はB型。
ペンネームの由来はあだち充の漫画『陽あたり良好!』の登場人物「美樹本伸」より。ニックネームの「HAL」、「美樹本良晴」を名乗った時期もある。

## 来歴
慶應義塾高等学校在学時よりアマチュア活動を始める。仲間にはアニメーション作家河森正治、漫画家細野不二彦、脚本家大野木寛らがいた。慶應義塾大学工学部へ進学し細野のアシスタントを務めた後、河森が在籍するスタジオぬえの企画『超時空要塞マクロス』に参加。ぬえの紹介でアートランドに入社し、代表石黒昇が監督を務める『鉄腕アトム』(第2作)で動画・原画、『科学救助隊テクノボイジャー』でゲストキャラクターのデザインを担当する。
同じく石黒がチーフディレクターを務める『超時空要塞マクロス』ではキャラクターデザインとキャラクター作画監督に抜擢され、アニメファンの注目を集める。とりわけ美少女の魅力を繊細に捉えた「美樹本キャラ」は人気を博した。以後、『超時空世紀オーガス』『メガゾーン23』『トップをねらえ!』『機動戦士ガンダム0080 ポケットの中の戦争』と順調にキャリアを重ね、人気キャラクターデザイナーとしての地位を確立した。
その後アートランドから独立し、ライトノベル・雑誌等のイラストレーターとして活躍。1988年の『マリオネット・ジェネレーション』より漫画連載を始める。『マクロス7』ではアニメのキャラクターデザイン原案と、漫画『マクロス7 トラッシュ』を執筆した。
マクロス放送から27年目の2009年より漫画版『超時空要塞マクロス THE FIRST』の連載を開始。この企画を引き受けるか相当悩んだというが、『マクロスF』の新しいファンに原点を改めて見てもらう機会として描くことになった。この作品では鉛筆で描いた原稿をデジタル加工する手法に挑戦しており、システムを組んだドスパラが美樹本スペックのパソコンを販売した。
『マクロス THE FIRST』および『機動戦士ガンダム エコール・デュ・シエル』は休載状態が続いており、近年はイラストレーターとしての仕事が中心になっている。2016年の『甲鉄城のカバネリ』では久々にオリジナルアニメのキャラクターデザイン原案を担当した。

## エピソード
石ノ森章太郎が好きで漫画を描き始め、その後忠津陽子に影響され少女漫画的な画風を好むようになった。プロデビュー時は安彦良和のファンとして柔らかい描線に影響がみられ、その点をスタジオぬえのメンバーに注意されて悩んだという。わざとマーカーで荒れたタッチで描くなど苦労を重ね、次第に独自のビジュアルを確立することになる。
アマチュア時代には河森らとガンダムの同人誌『Gun Sight』を作り、そこから展開したムック『ガンダムセンチュリー』の短編小説「WHITE-BASE LIVE」では安彦キャラをコピーした挿絵を描いている（安彦はこの本で美樹本のことを知ったという）。代表作のマクロスシリーズ以外にガンダムシリーズ関連の仕事も多く、ロボットアニメの2つの人気シリーズに関わっている。
『マクロス』放送前から美樹本に注目したのが「アニメージュ」副編集長（当時）の鈴木敏夫で、誌面を変更してリン・ミンメイのイラストに1ページを割いた（番組紹介は半ページ）。1983年9月号では新人としては異例の大特集を組んでいる。一方で経験の浅い美樹本の起用については所属するアートランド内でも多少の摩擦があったという。そのデザインは線が多すぎるためにアニメーターに不評だった。これはアニメーターのギャラが一枚いくらの出来高制であり、書くのに手間がかかる絵だと枚数がこなせずギャラが安くなってしまうからである。美樹本自身は絵を動かすより丹念に描きこむ方に興味があり、自然と活動もアニメからイラストや漫画の分野へ移ることになった。
美樹本は美少女ばかり書くのが好きだった。しかしそれでいてその絵は女性に人気があった。このため周囲からは「美樹本に男が描ければ…」と惜しまれていたそうである。『機動戦士ガンダム0080 ポケットの中の戦争』では渋い中年男性キャラのデザインに苦戦し、高山文彦監督の助言でハリウッドの映画俳優をモデルにした。メカを描いたことはほとんど無かったが、必要に迫られ描き方を教わると、瞬く間にマスターしてしまったという。
リン・ミンメイ（『超時空要塞マクロス』）や時祭イブ（『メガゾーン23』）のキャラクター造りにはアイドル松田聖子、中森明菜、原田知世らのファンとしての観察眼を活かしている。松田聖子についてはファンクラブに入会し、アートランドの作画監督部屋の壁一面にポスターを貼っていたという逸話もある。大西結花のプロモーションビデオではイメージイラストを描いたほか、本人と対談しミニドラマにも出演している。
アニメの動画で美樹本のイラストタッチを再現することは難しいとされていたが、『甲鉄城のカバネリ』では動きに後追いでブラシを入れられるデジタルツールを使用し、女性キャラクターの表情などの決めカットを担当する「メイクアップアニメーター」という役職を設けている。

## キャラクターデザイン

### アニメ
- アクエリアンエイジSagaII～Don't forget me…～
- ガンダムシリーズ
  - GUNDAM THE RIDE
  - ガンダム新体験 グリーンダイバーズ
  - 機動戦士ガンダム0080 ポケットの中の戦争
  - 機動戦士ガンダム 閃光のハサウェイ（キャラクター原案[12]）
  - 機動戦士ガンダム 閃光のハサウェイ キルケーの魔女（キャラクター原案[13]）
- 甲鉄城のカバネリ（キャラクター原案）
- 沙羅曼蛇シリーズ
  - 沙羅曼蛇
  - 沙羅曼蛇 瞑想のパオラ
  - 沙羅曼蛇 ゴーファーの野望
- TYTANIA -タイタニア-（キャラクター原案[14]）
- 超時空世紀オーガス（作画監督兼）
  - 超時空世紀オーガス02（キャラクター原案）
- デルパワーX 爆発みらくる元気!!
- トップをねらえ!（キャラクター原案）
- TOTTOI（トトイ）
- 熱沙の覇王ガンダーラ（キャラクター原案協力）
- Hi-SPEED JECY
- BLUE REMAINS
- 星猫フルハウス（キャラクタースーパーバイザー）
- 舞夢（制作中止、作画監督兼）
- マクロスシリーズ
  - 超時空要塞マクロス（作画監督兼）
  - 超時空要塞マクロス 愛・おぼえていますか（作画監督兼）
  - 超時空要塞マクロス Flash Back 2012（新作パート作画監督兼）
  - 超時空要塞マクロスII -LOVERS AGAIN-
  - マクロス7 （キャラクター原案、一部作画参加）
  - マクロス ダイナマイト7
- メガゾーン23シリーズ （時祭イヴのデザイン・作画）
- 零花 ～rayca

### ラジオドラマ
- マクロス・ジェネレーション

### 実写
- トーキング・ヘッド（アニメパート）

### ゲーム
- QUOVADIS-クォヴァディス
- 神来-カムライ-
- 機動戦士ガンダム U.C. ENGAGE（2021年 - 2022年、一部キャラクターデザイン）
- 後夜祭
- ドグウ戦紀 〜覇王〜
- マクロスシリーズ
  - 超時空要塞マクロス 2036
  - 超時空要塞マクロス 永遠のラブソング
  - MACROSS DIGITAL MISSION VF-X （キャラクター原案）
  - マクロスM3
  - 超時空要塞マクロス（PlayStation 2版）
  - マクロス VF-X2
  - マクロスエースフロンティア
  - マクロスアルティメットフロンティア
- 萌え萌え2次大戦(略)

## 小説表紙、登場人物、挿絵
- 異形三国志
- 由麻くん、松葉くずしはまだ早い!!
- 快盗戦士T･T
- 隠れ里乱世伝
- ガンダムシリーズ
  - 機動戦士ガンダム（角川スニーカー文庫新装版）
  - 機動戦士Ζガンダム
  - 機動戦士ガンダムΖΖ
  - 機動戦士ガンダム 逆襲のシャア ベルトーチカ・チルドレン
  - 機動戦士ガンダム 閃光のハサウェイ
  - 機動戦士ガンダムF91
  - 機動戦士ガンダム0080 ポケットの中の戦争
  - 機動戦士Vガンダム
  - 新機動戦記ガンダムW
  - 機動戦士ガンダムUC（角川スニーカー文庫版）
  - 機動戦士ガンダム ブレイジングシャドウ
- 後夜祭-a sherd of youthful memories
- 甲鉄城のカバネリ
  - 甲鉄城のカバネリ 暁
  - 甲鉄城のカバネリ 追憶の邑
- 新ロードス島戦記
- 成層圏ファイター
- タイタニア（EXノベルズ版）
- 超時空世紀オーガス
- 超時空世紀オーガス02
- 天泣の平安狐姫 九重燿子、嫁いだ絵巻世界にて人命救助に勤しむべし（作画協力：たまきまさひろ）
- トップをねらえ! ネクストジェネレーション
- ハートランド星史
- ハイスピード・ジェシー
- パセット英雄伝 エルヴァース
- 八剣伝
- バハムートラグーン
- 破嵐万丈シリーズ
- パンゲア三国志
- フリーフォール・ダコタ
- 蓬萊学園
- 星のキスメット - 美樹本のイラストと久美沙織の文による短編（マイアニメ連載）。
- マクロスシリーズ
  - 超時空要塞マクロス
  - 超時空要塞マクロスII -LOVERS AGAIN-
  - 早瀬未沙 白い追憶
  - マクロス ダイナマイト7
  - 夢見るプレリュード My Fair Minmay

## 漫画
マリオネットジェネレーション
月刊ニュータイプ 1988年1月号 - 1994年6月号連載。 単行本全5巻（ニュータイプ100%コミックス）
マクロス7 トラッシュ
月刊少年エース 1994年12月号 - 2001年2月号連載。 単行本全8巻・新装版全4巻 （角川コミックス・エース）
チェリッシュ
1990年 - 1994年に月刊ニュータイプ本誌と付録コミックGENKiに掲載された作品集。単行本全1巻（ニュータイプ100%コミックス）
ケイゾク / 短編集
オムニバスの短編 「他人の不幸はキスの味」（2000年 カドカワコミックス）
リバーブ
月刊コミックドラゴン 1998年6月号 - 2001年10月号の不定期連載（全6話）。単行本全1巻（ドラゴンコミックス）
BABY BIRTH
原作：富田祐弘。月刊マガジンZ 1999年9月号 - 2002年7月号連載。 単行本全2巻（マガジンZKC）
機動戦士ガンダム エコール・デュ・シエル 天空の学校
ガンダムエース 2001年12月号 - 休載中。単行本既刊12巻（角川コミックス・エース）
超時空要塞マクロス THE FIRST
マクロスエースVol.001→ニュータイプエース→サイコミ休載中。単行本既刊6巻（角川コミックス・エース→Cygames）
週刊新マンガ日本史 第45号「津田梅子」
2011年 朝日新聞出版（分冊百科）
週刊マンガ世界の偉人 第38号「エリザベス1世」
2012年 朝日新聞出版（分冊百科）

## その他

### カードゲーム
- カオスギア
- アクエリアンエイジ
- ディメンション・ゼロ
  - アルテイル - ディメンション・ゼロとのコラボレーション

### レコード・CD
- 美樹本晴彦 枯葉の円舞曲 - イメージアルバム（田中公平作曲）。1985年9月21日、ビクターより発売。
- COLLAGE 秋色少女 美樹本晴彦II - イメージアルバム第2作。1986年8月21日、ビクターより発売。
- 星のキスメット - マイアニメ連載作のイメージアルバム。1986年、スターチャイルドより発売。
- 上坂すみれ 20世紀の逆襲 - 限定盤ジャケットイラスト（2016年）
- Mitchie M バーチャル・ポップスター - ジャケットイラスト（2019年）[15]

### 映画・ビデオ
- 大西結花 20歳のレボリューション（1988年） - イラスト、ドラマパート出演
- 赤々煉恋（2013年） - イメージイラスト

## 画集
| タイトル                                                               | 出版社                  | 初版発行日     | 書籍コード        |
| ---------------------------------------------------------------------- | ----------------------- | -------------- | ----------------- |
| ロマンアルバム・スペシャル 美樹本晴彦イラストレーションズ 季節のしおり | 徳間書店                | 1984年6月30日  | 雜誌 61577-81     |
| 美樹本晴彦 みちのく画集                                                | 徳間書店                | 1985年3月31日  | 4-19-669538-8     |
| 美樹本晴彦メルヘン画集 星のキスメット                                  | 秋田書店                | 1986年8月1日   | 4-253-01066-0     |
| Movement 美樹本晴彦画集                                                | 富士見書房              | 1988年11月20日 | 4-8291-9102-3     |
| 美樹本晴彦セル=ワークス                                                | 徳間書店                | 1989年2月28日  | 4-19-669607-4     |
| 美樹本晴彦画集 ELVERZ                                                  | 富士見書房              | 1990年12月20日 | 4-8291-9107-4     |
| HARUHIKO MIKIMOTO ILLUSTRATIONS                                        | NIPPON SHUPPAN HANBAI   | 1992年11月30日 | 0-945814-51-8     |
| 美樹本晴彦画集 舞・颱夢 My Time                                        | 富士見書房              | 1993年9月30日  | 4-8291-9112-0     |
| 美樹本晴彦画集 INNOCENCE                                               | 角川書店                | 2003年12月1日  | 4-04-853663-X     |
| 美樹本晴彦 ガンダム画集 INTO THE SKY                                   | 角川書店                | 2009年9月26日  | 978-4-04-854357-6 |
| 美樹本晴彦画集 そこにいる少女たちの情憬 Girl's Scenery                 | 廣済堂出版              | 2012年4月30日  | 978-4-331-90077-2 |
| 美樹本晴彦キャラクターワークス                                         | パイ インターナショナル | 2018年6月20日  | 978-4-7562-4943-2 |
| 彩 「甲鉄城のカバネリ」 美樹本晴彦アートワークス                       | KADOKAWA                | 2019年5月10日  | 978-4-04-108340-6 |
| 美樹本晴彦画集「MACROSS」                                              | KADOKAWA                | 2025年3月31日  | 978-4-04-115794-7 |